# Pietas (divinità)

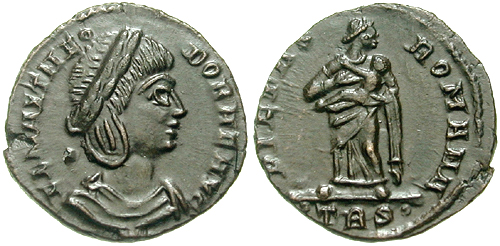
Sul rovescio di questa moneta coniata a nome di Flavia Massimiana Teodora (340), la dea Pietas è raffigurata mentre stringe un bambino al seno

Pietas era, nel complesso della Religione romana, la personificazione del sentimento romano della pietas, perciò divinità preposta al compimento del proprio dovere nei confronti dello Stato, delle divinità e della famiglia, i cui attributi erano dei bambini o una cicogna.

## Storia
Pietas era uno dei di indigetes, e le fu dedicato un tempio, nel II secolo a.C., nel Foro Olitorio, poi distrutto per la costruzione del contiguo teatro di Marcello.

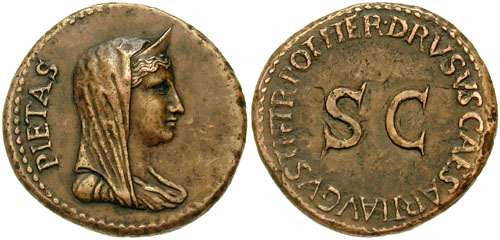
Livia Drusilla, moglie di Augusto e madre di Tiberio, associata a Pietas (22-23)

Rappresentata spesso sulle monete come una figura femminile offerente incenso su un altare oppure recante un bambino al seno, nell'iconografia imperiale, Pietas veniva spesso associata alle donne legate all'imperatore, in quanto la pietas era una virtù che ben si confaceva loro.